# Torre de Carasa
La torre de Carasa es una edificación existente en la localidad de Carasa, en el municipio de Voto, Cantabria (España). Está protegida por la declaración genérica del decreto de 22 de abril de 1949 y la ley de patrimonio 16/1985.